# Arcuphantes osugiensis
Arcuphantes osugiensis là một loài nhện trong họ Linyphiidae.
Loài này thuộc chi Arcuphantes. Arcuphantes osugiensis được Ryoji Oi miêu tả năm 1960.